# 佐倉城
 佐倉城（さくらじょう）は、千葉県佐倉市城内町にあった近世の日本の城。江戸時代には佐倉藩の藩庁が置かれた。市指定史跡および日本城郭協会選定の日本100名城（第20番）である。城跡は佐倉城址公園として整備されている。

## 概要

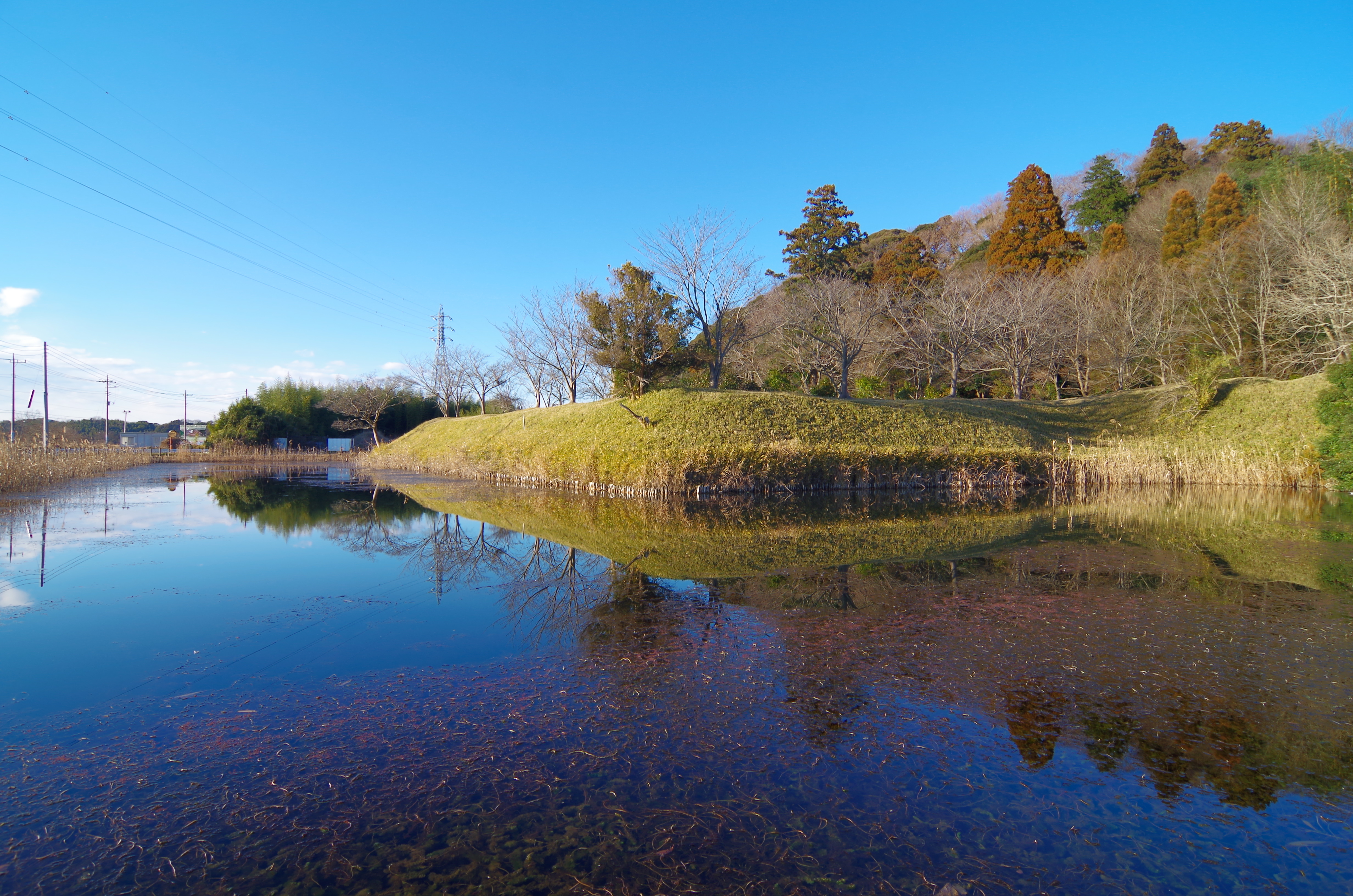
出丸跡

佐倉城は、鹿島山（標高30メートル）の西端部に築かれ、西側と南側を囲みこむように鹿島川とそれに合流する高崎川が流れ、北側には印旛沼に至る低湿地が広がっていたとされる。
戦国時代、本佐倉城主千葉親胤が大叔父にあたる鹿島幹胤に命じて築城を開始したが、親胤が暗殺されたために工事は中断、千葉邦胤の代にも工事が試みられたが邦胤の暗殺によって頓挫、いつしか築城予定地には鹿島幹胤にちなんで「鹿島台」と呼ばれるようになったとされる。なお、鹿島氏は神島氏とも称され、千葉親胤の兄で邦胤の実父でもある千葉胤富の室は神島氏の出身とされている。彼女は邦胤の生母では無かったが千葉家中に大きな影響があり、邦胤の暗殺後に北条氏政が息子の直重を千葉氏に送り込もうとした際に彼女の支持を取り付けたことで実現したと伝えられている。
1610年（慶長15年）に、徳川家康の命を受けた土井利勝によって築城が再開され、佐倉城が完成した。江戸時代は佐倉藩の藩庁が置かれた。城主は江戸幕府の要職に就くことが多く、更に初期は城主の入れ替わりが多く、江戸初期に城主であった堀田正信（後に改易されている）の弟・堀田正俊の孫・堀田正亮が11万石で再入封（後期堀田氏ともいう）してからは、安定した藩の経営を行っている（詳細は佐倉藩を参照のこと）。
城郭は石垣を一切用いず、干拓以前の広大だった印旛沼を外堀の一部にし、三重櫓（御三階櫓）を天守の代用としている。明治維新後に廃城令により建物のほとんどが撤去された。その後帝国陸軍歩兵第2連隊、後に歩兵第57連隊（通称・佐倉連隊）の駐屯地となった。
1962年（昭和37年）3月28日に市の史跡に指定され、現在跡地は佐倉城址公園として整備されている。城の北西端に国立歴史民俗博物館が建っており、東端には出土遺物や明治初期撮影の城門・櫓の古写真、城の模型が展示され、日本100名城スタンプが置かれた佐倉城址公園センター（佐倉城址公園管理センター）がある。
本丸、二の丸、三の丸やさらにその外縁部の椎木曲輪、天神曲輪などの多くの郭の形状が広大かつ良好に残る。また、巨大な馬出空堀や天守跡、銅櫓跡の土塁形状や水堀に守られた西出丸、南出丸の形状なども良好に残っている。佐倉連隊の弾薬庫跡、訓練用施設などの遺構も残存している。

## 歴史・沿革
- 天文年間、千葉親胤の命により、鹿島親幹が築城。千葉邦胤が改修を試みるも、邦胤自身の暗殺により中断。
- 1610年（慶長15年） - 土井利勝が普請を開始。
- 1813年（文化10年） - 盗賊の失火により天守焼失。
- 1873年（明治6年） - 第一軍管東京鎮台佐倉分管が置かれ、存城処分とされ、兵営設置のため旧城の建物を払い下げ、撤去する。
- 1884年（明治17年） - 宇都宮から歩兵第2連隊本部が転営してくる。
- 1908年（明治41年）4月 - 歩兵第2連隊本部が佐倉から水戸へ転営。
- 1909年（明治42年）3月 - 歩兵第57連隊が習志野から転営してくる。
- 1962年（昭和37年） - 市の史跡に指定。
- 1981年（昭和56年）4月14日 - 椎木曲輪跡に国立歴史民俗博物館が開館。
- 2006年（平成18年）4月6日 - 日本100名城（20番）に選定された。
- 2015年（平成27年）6月30日 -　佐倉城址公園センター（佐倉城址公園管理センター）が城郭風建物に改装され、内部の展示が変更される。

## 保存・整備

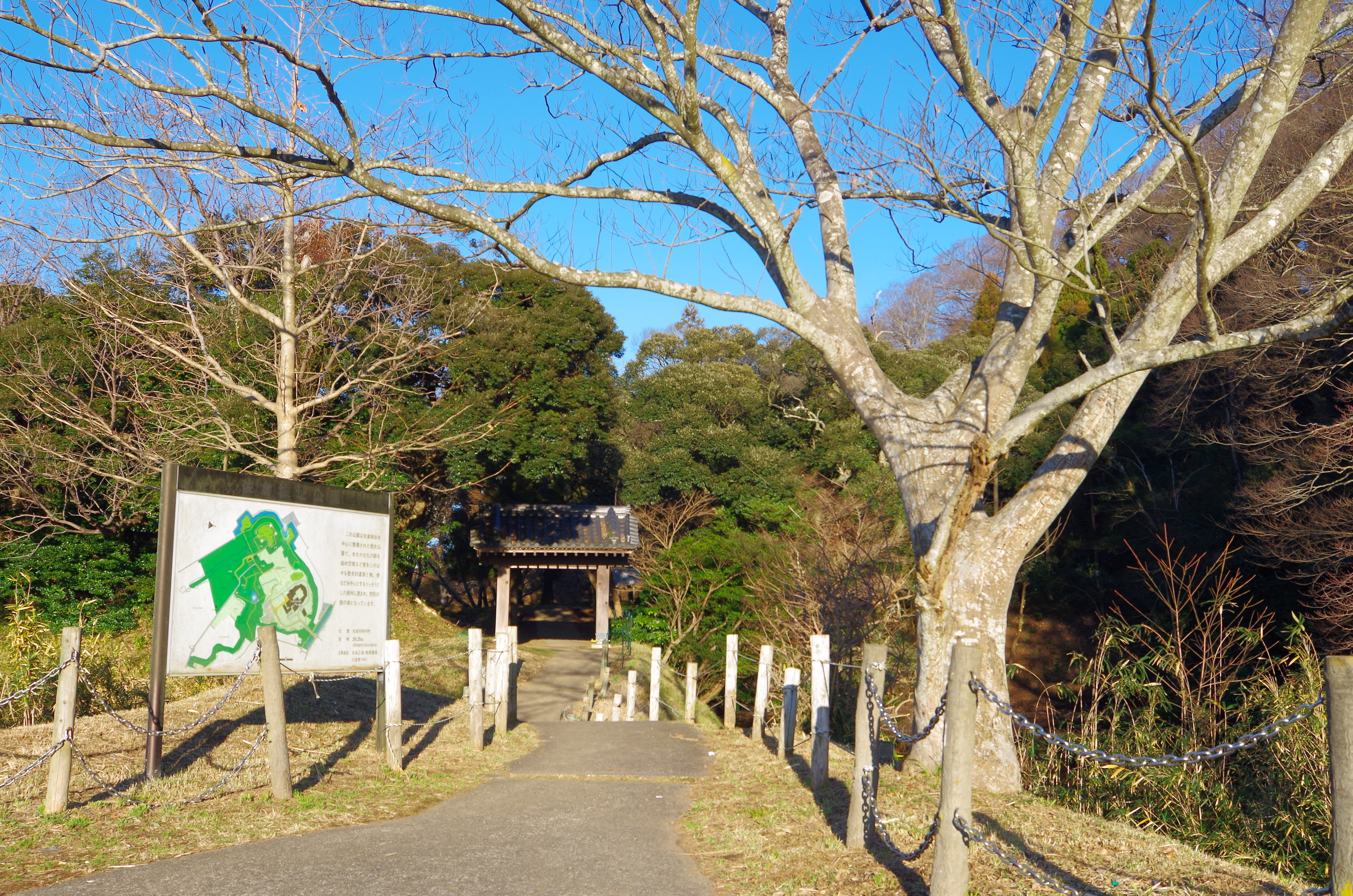
薬医門

佐倉城の建物としては現在、門が一つ保存公開されている。この門は、簡易的な薬医門であり、城外へ移築されていたものを城内に戻したものであると推定される。国立歴史民俗博物館建設の際、敷地一帯の発掘調査と整備が行われ、連隊当時に平削・埋立された遺構の一部が復元されている。
明治時代初年頃に撮影された写真が比較的多く残っており、建物の跡には写真を載せた説明の看板が設置されている。また、佐倉市の市制50周年記念事業（2004年）として佐倉城再建促進協議会などにより佐倉城の再建計画が持ち上がっていたことがある。

## 現地情報

### 所在地
- 千葉県佐倉市城内町官有無番地

### アクセス
- 鉄道
  - 佐倉駅（JR東日本）北口より、徒歩約25分（駅からバスあり）。
  - 京成佐倉駅（京成電鉄）南口より、徒歩約20分（駅からバスあり）。
- 高速道路
  - 四街道インターチェンジ（東関東自動車道）。
- 一般道路
  - 国道296号線沿い。